# Вукол
Ву́кол — чоловіче православне ім'я. Походить через церковнослов'янське посередництво (Воуколъ) від грец. Βούκολος (давньогрецька вимова «Буколос», середньогрецька «Вуколос»), утворене від βούκολος («пастух», «волопас», пор. «буколіка»).
Українська народна форма — Вакула, зменшені форми — Вакулко, Вакулонько, Вакулочко, Вакулик.

## Іменини
- За православним календарем (новий стиль) — 16 і 19 лютого[2]

## Відомі носії
- Вукол Смирнський — учень Іоанна Богослова, єпископ
- Вукол (Власій) Кесарійський (Капподакійський) — сповідник
- Лавров Вукол Михайлович (1852—1912) — російський журналіст і перекладач

### Вигадані персонажі
- Вакула — герой повісті М. В. Гоголя «Ніч перед Різдвом»